# Klára Janáková
Klara Janakova (ur. 12 czerwca 1982) – czeska wioślarka.

## Osiągnięcia
- Mistrzostwa Świata – Poznań 2009 – jedynka wagi lekkiej – 11. miejsce[1].
- Mistrzostwa Europy – Brześć 2009 – dwójka podwójna wagi lekkiej – 9. miejsce[1].